# Романші
Рома́нші — романський народ у Швейцарії, що належить до ретороманської групи. Розмовляють переважно романшською мовою та складають менш 1 % населення Швейцарії (37 000 осіб). Також живуть на півночі Італії (23 000 осіб). Переважно романші проживають у кантоні Граубюнден у Швейцарії, у якому три офіційних мови: німецька, італійська та романшська. Віряни — католики. Традиційні заняття — сільське господарство та тваринництво.

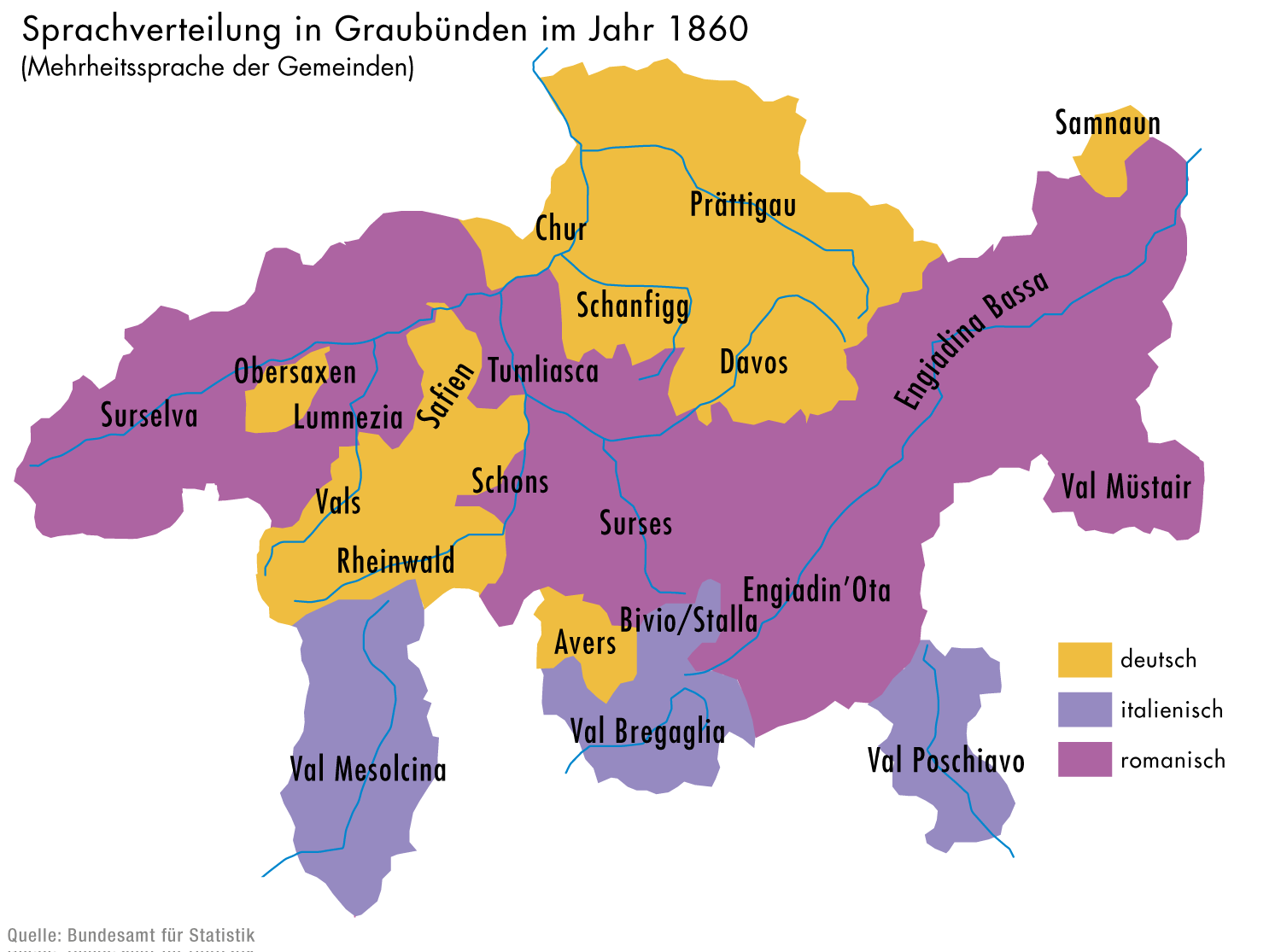
Мовна більшість у кантоні Граубюнден у 1860 році
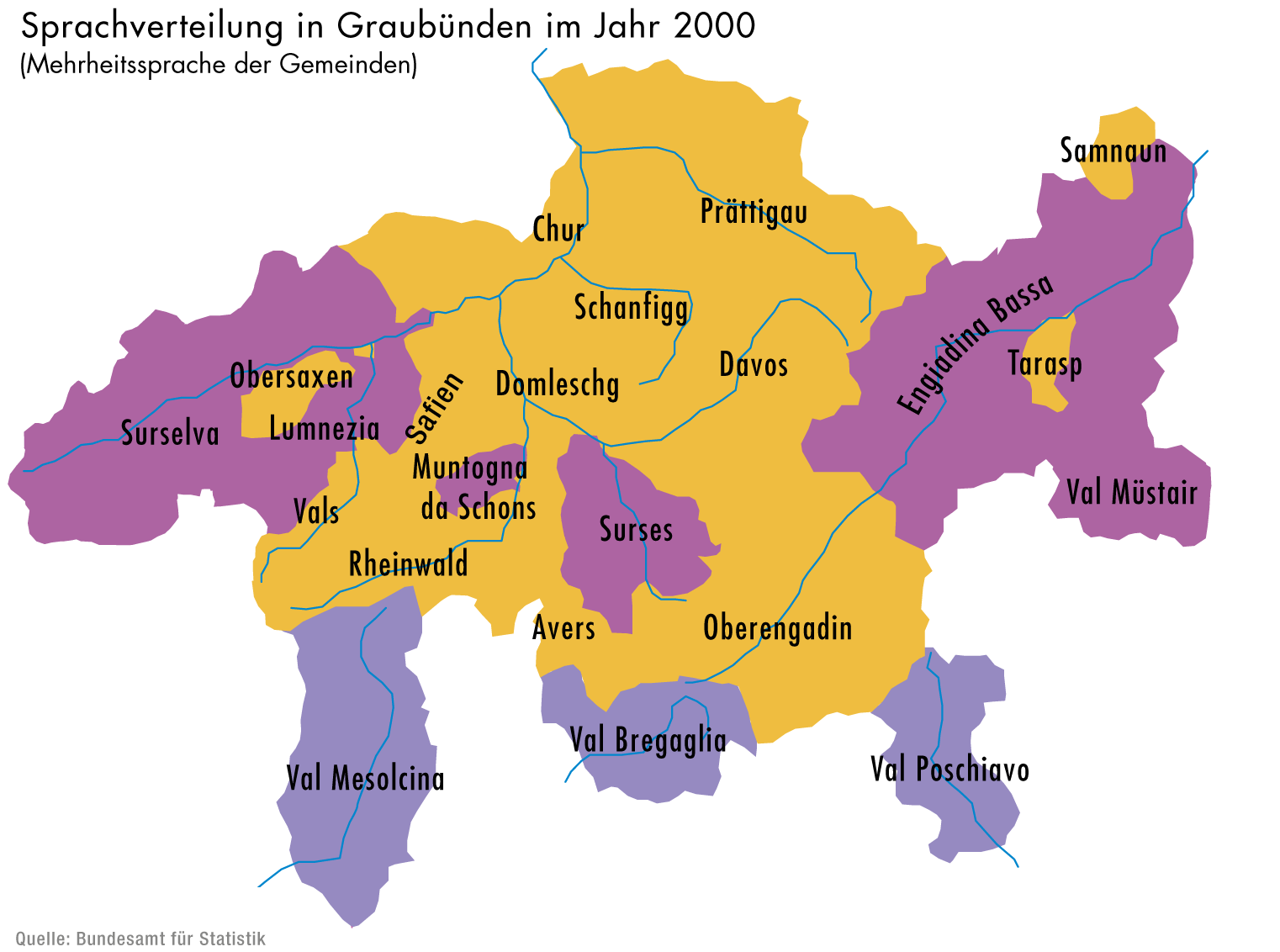
Мовна більшість у кантоні Граубюнден у 2000 році
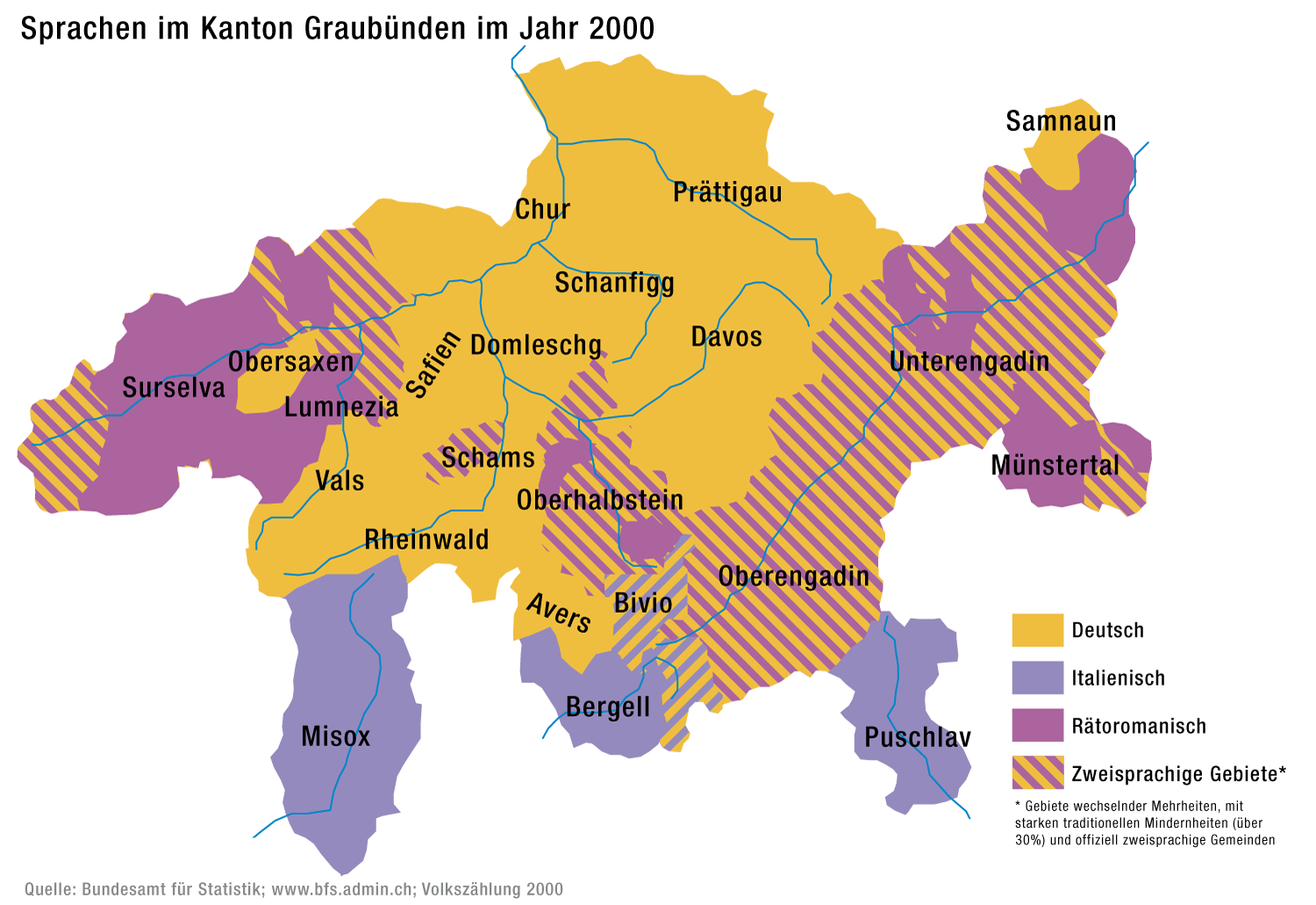
Поширення державних мов у кантоні Граубюнден у 2000 році